# مسعود اطیابی
سید مسعود اطیابی (زادهٔ ۱ مهر ۱۳۴۳) کارگردان و تهیه‌کنندهٔ ایرانی است. او فیلم‌ساز تأثیرگذاری در سینمای اقتصادی ایران به‌شمار می‌رود. فیلم‌های نخست او، شاهد مضامین اخلاقی و اعتقادی بود و پس از آن به ساخت فیلم‌های کمدی پرداخت که با وجود فروش بالا، نقدهای نامطلوبی از سوی منتقدان داشته‌اند. او فیلم‌سازی را از سال ۱۳۶۴ با تصویربرداری از جبهه‌های جنگ آغاز کرد و در سال ۱۳۶۹ در مقام تهیه‌کنندهٔ عروس حلبچه فعالیت کرد.
اطیابی در سال ۱۳۹۷ فیلم پرفروش تگزاس را ساخت که در سال‌های بعد با دنباله‌اش تگزاس ۲ (۱۳۹۸) و نیز دینامیت (۱۴۰۰)، انفرادی (۱۴۰۱)، بخارست (۱۴۰۱)، هتل (۱۴۰۲) و تگزاس ۳ (۱۴۰۳) ادامه پیدا کرد. این فیلم‌ها او را به یکی موفق‌ترین فیلم‌سازان تجاری ایران تبدیل کرد. هتل با ۲۷۷ میلیارد تومان فروش، بعد از فسیل به دومین فیلم پرفروش تاریخ سینمای ایران تبدیل شد.

## فیلم‌شناسی

### فیلم
| نام                   | سال ساخت | سال انتشار | توضیحات |
| --------------------- | -------- | ---------- | --- |
| مصائب دوشیزه          | ۱۳۸۵     | ۱۳۸۵       | |
| خروس جنگی             | ۱۳۸۶     | ۱۳۸۸       | اولین ساخته کمدی او |
| صبح روز هفتم          | ۱۳۸۷     | ۱۳۸۹       | |
| شرط اول               | ۱۳۸۸     |            | |
| اخلاقتو خوب کن        | ۱۳۸۹     | ۱۳۹۰       | |
| ریسمانی نزدیکتر از رگ | ۱۳۹۰     |            | |
| خاک و مرجان           | ۱۳۹۱     | ۱۳۹۱       | |
| برج آرام              | ۱۳۹۱     | ۱۳۹۲       | این فیلم که محصول ۱۳۹۱ است در سینما اکران نشد و در سال ۱۳۹۲ از طریق شبکه نمایش خانگی، توزیع شد.                                      |
| ماه‌گرفتگی             | ۱۳۹۵     |            | |
| تگزاس                 | ۱۳۹۶     | ۱۳۹۷       | |
| تگزاس ۲               | ۱۳۹۷     | ۱۳۹۸       | |
| دینامیت               | ۱۳۹۷     | ۱۴۰۰       | دینامیت پس از ۳ سال توقیف، از ۱۰ تیر ۱۴۰۰ در سینماهای سراسر کشور اکران شد، بر روی نسخه نهایی این فیلم ۲۷ دقیقه سانسور اعمال شده است. |
| انفرادی               | ۱۳۹۸     | ۱۴۰۱       | |
| بخارست                | ۱۴۰۱     | ۱۴۰۱       | |
| هتل                   | ۱۴۰۲     | ۱۴۰۲       | |
| تگزاس ۳               | ۱۴۰۲     | ۱۴۰۳       | |
| دایناسور              | ۱۴۰۳     | ۱۴۰۴       | |

### تلویزیون
| نام            | نوع              | انتشار | شبکه   |
| -------------- | ---------------- | ------ | ------ |
| سهمی برای دوست | مجموعه تلویزیونی | ۱۳۹۱   | ۲ سیما |
| کامیون         | مجموعه تلویزیونی | ۱۳۹۹   | ۲ سیما |

### نمایش خانگی
| نام         | ساخت | انتشار | پلتفرم         |
| ----------- | ---- | ------ | -------------- |
| جادوگر      | ۱۴۰۰ | ۱۴۰۱   | فیلیمو و نماوا |
| نیسان آبی ۲ | ۱۴۰۲ | ۱۴۰۲   | فیلیمو         |
| اکازیون     | ۱۴۰۲ | ۱۴۰۳   | نماوا          |

### تهیه‌کننده
| نام         | نوع  | ساخت | انتشار |
| ----------- | ---- | ---- | ------ |
| افسونگر     | فیلم | ۱۳۹۲ | ۱۳۹۵   |
| اختاپوس     | فیلم | ۱۳۹۰ | ۱۳۹۱   |
| دلخون       | فیلم | ۱۳۸۷ | ۱۳۸۸   |
| انتهای زمین | فیلم | ۱۳۸۶ | ۱۳۸۶   |
| خروس جنگی   | فیلم | ۱۳۸۶ | ۱۳۸۶   |
| قناری       | فیلم | ۱۳۸۲ | ۱۳۸۲   |
| خاموشی دریا | فیلم | ۱۳۸۰ | ۱۳۸۰   |
| چوری        | فیلم | ۱۳۷۹ | ۱۳۷۹   |
| عروس حلبچه  | فیلم | ۱۳۶۹ | ۱۳۶۹   |